# 루트비히 비트겐슈타인
루트비히 요제프 요한 비트겐슈타인(독일어: Ludwig Josef Johann Wittgenstein, 1889년 4월 26일 ~ 1951년 4월 29일)은 논리학, 수학 철학, 심리 철학, 언어 철학을 다룬 오스트리아와 영국의 철학자이다.
비트겐슈타인은 논리 실증주의와 일상 언어 철학에 영향을 끼쳤고 분석 철학을 대표하는 인물로 알려져 있다.
20세기 말 한 철학 포럼이 정리한 세기를 대표하는 철학에서도 비트겐슈타인의 《논리 철학 논고》와 《철학 탐구》는 상위 5위권에 모두 선정되었다. 비트겐슈타인의 사상은 후일 인문학과 사회 과학의 여러 방면에 영향을 주었고 예술가들에게도 전파되었다.
비트겐슈타인의 사상은 《논리 철학 논고》로 대표되는 전기와 《철학 탐구》로 대표되는 후기로 나뉜다. 《논리 철학 논고》에 나타난 전기 사상이 명제에 사용된 낱말의 은유다운 관계를 분석하여 기존 철학에서 잘못된 개념 탓에 빚어진 논리에 상충하는 점을 지목하는 데 집중된 반면, 후기 사상은 언어-놀이에서 상호 변환되는 자연 언어가 논리에 부합한 구조로 정형화한 언어와는 다른 의미가 있다는 점을 역설하는 데 중심이 놓여 있다. 비트겐슈타인은 “단어의 의미는 주어진 언어-놀이 안에서 그 단어들이 사용될 때 가장 잘 이해된다”라고 주장하였는데 이것은 비트겐슈타인의 후기 사상을 대표하는 말이다.

## 생애

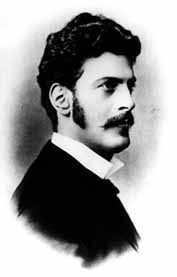
카를 비트겐슈타인은 오스트리아-헝가리 제국에서 뛰어난 갑부였다. 1890년 촬영

비트겐슈타인은 1889년 4월 26일에 빈에서 태어났다. 아버지 카를 비트겐슈타인은 오스트리아 헝가리 제국에서 손꼽히는 부자였고 어머니는 레오폴디네 비트겐슈타인이다. 루트비히는 8남매 가운데 막내였다. 할아버지와 할머니인 헤르만 크리스티안과 파니 비트겐슈타인은 유대인이었으나 개신교로 개종하였고 1850년대에 작센에서 빈으로 이주하였다. 할머니 파니 비트겐슈타인은 유명한 바이올린 연주가인 요제프 요아힘의 사촌이다. 아버지 카를 비트겐슈타인은 제철업을 하여 많은 돈을 벌었다. 1880년대 후반 무렵 카를 비트겐슈타인은 오스트리아 헝가리 제국에서 독점하는 제철 사업가이자 세계에서 뛰어난 부자가 되었다. 카를 비트겐슈타인의 자산은 부동산, 주식, 귀금속, 외화 형태로 스위스, 오스트리아, 네덜란드, 북미 등지에 분산되어 있었다. 재산이 분산되어 있었기에 막대한 인플레이션이 일어난 뒤에도 부를 유지할 수 있었다. 비트겐슈타인의 어머니인 레오폴디네 칼무스는 유대인 아버지와 천주교 신자인 어머니 사이에서 태어났으며 노벨상을 받은 프리드리히 하이에크의 이모이기도 하다. 이런 가족력에 따라 비트겐슈타인의 가족은 개신교와 천주교에서 세례받았는데 다른 형제들은 침례교를 신봉하였고 비트겐슈타인은 할머니의 신앙을 좇아 천주교 세례를 받았다.

### 성장기

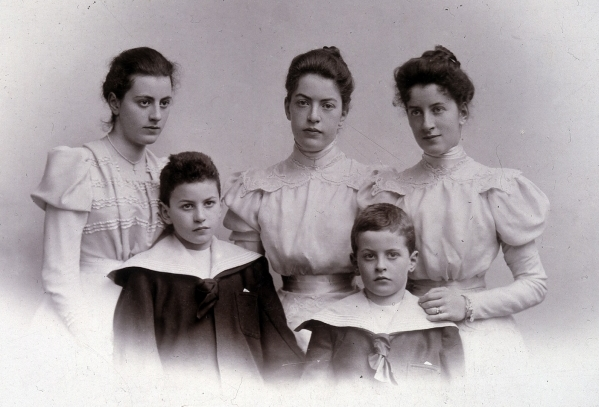
비트겐슈타인(오른쪽 아래), 형 파울과 누나들, 1890년대 후반

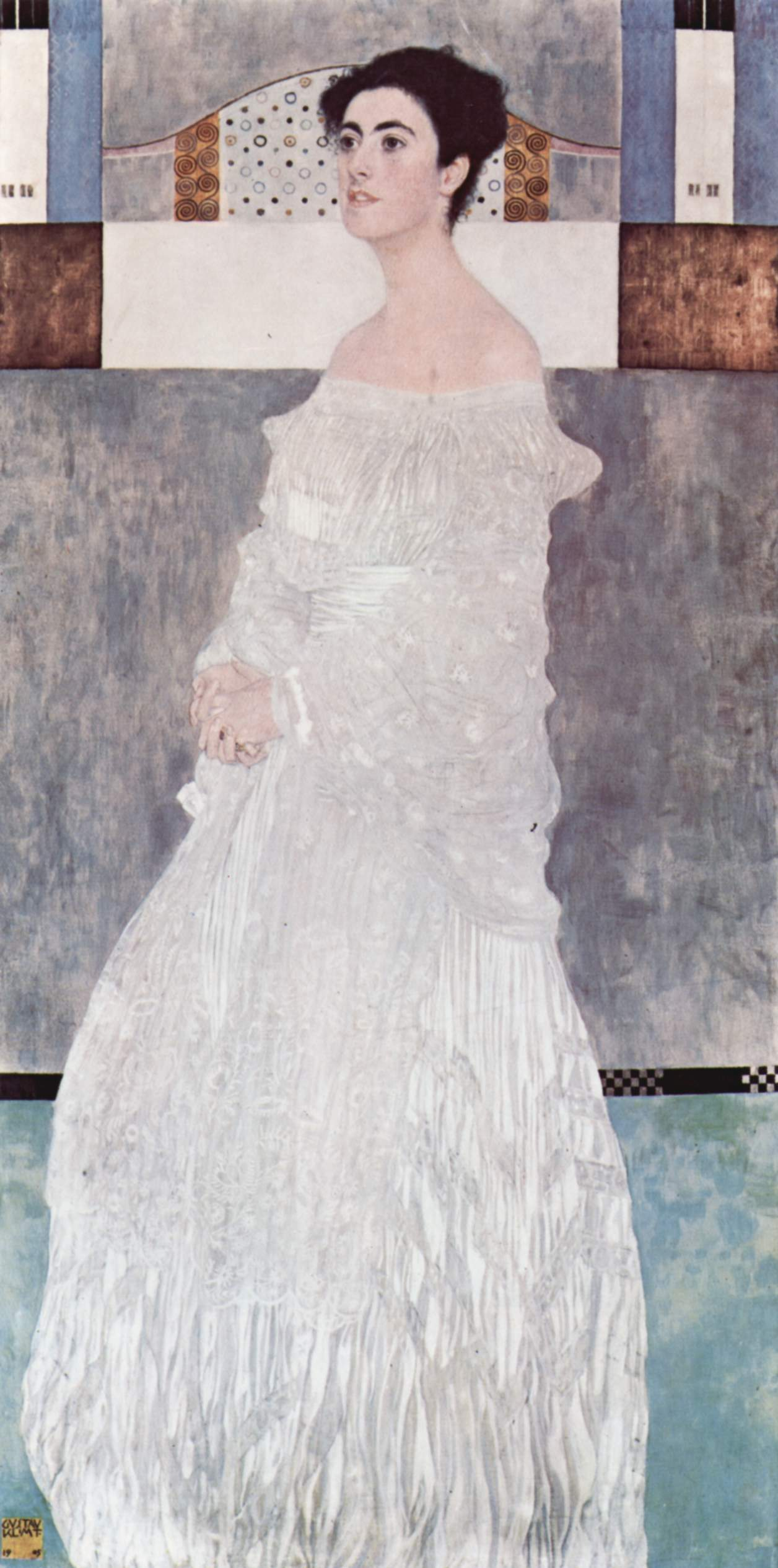
비트겐슈타인의 누나 "그레틀", 1905년 혼인을 기념하여 구스타프 클림트가 그린 작품

예술가와 지식인을 존중하는 집안 분위기에서 성장한 비트겐슈타인의 아버지와 어머니는 둘다 고등교육을 받았고 음악 같은 예술을 사랑하였다. 제철 사업가로서뿐만 아니라 예술 애호자로서도 유명했던 카를 비트겐슈타인은 오귀스트 로댕, 구스타프 클림트 같은 예술가를 후원하였고 빈 분리파 전시관을 설립하려는 재정을 책임졌다.

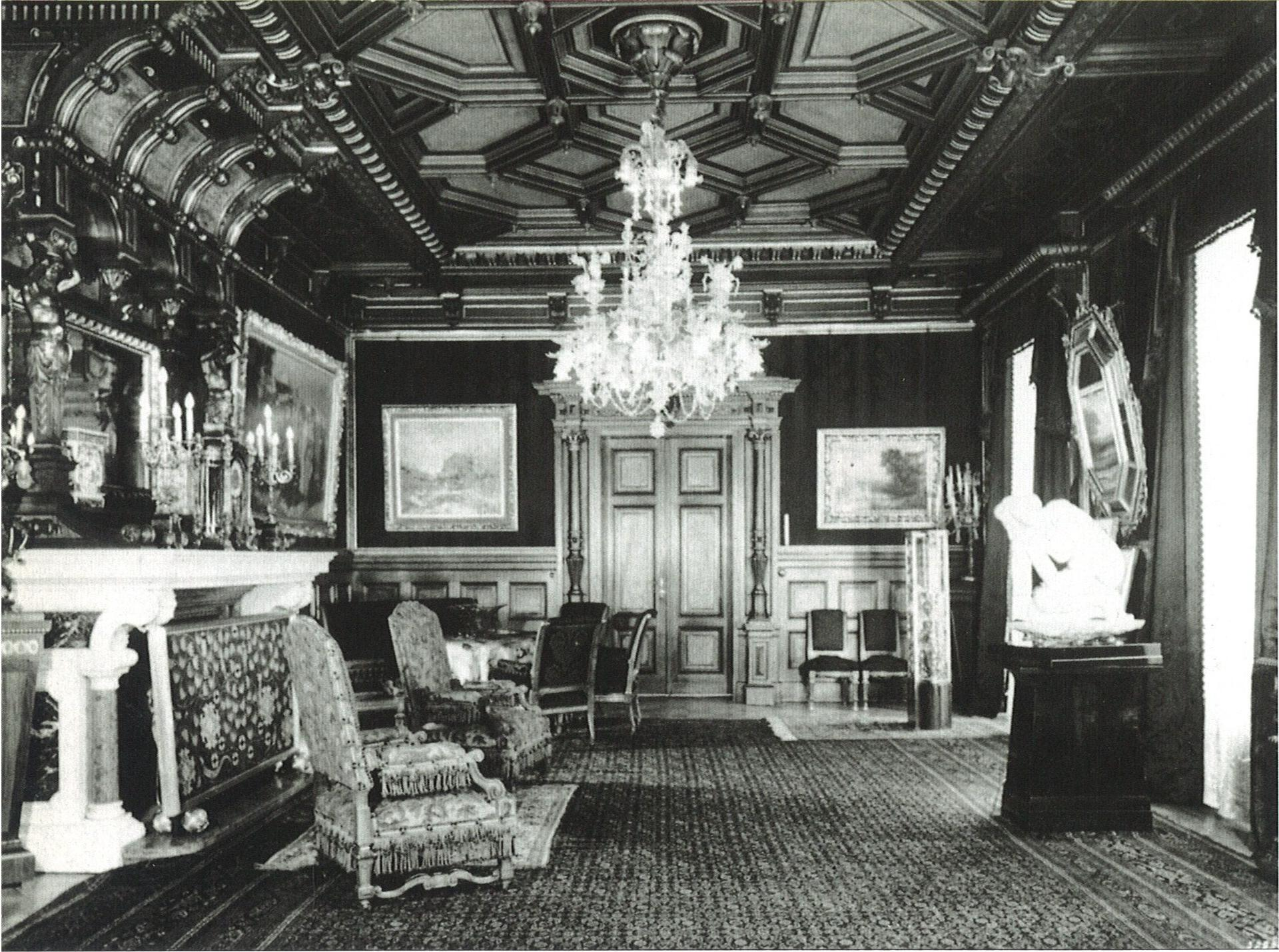
비트겐슈타인 저택에 있는 음악실 가운데 한 곳

비트겐슈타인의 집에는 요하네스 브람스, 리하르트 슈트라우스, 구스타프 말러 같은 예술가가 늘 초대되었다. 요하네스 브람스는 비트겐슈타인보다 두 살 위의 누나에게 피아노를 가르쳤고 요하네스 브람스의 주요한 작품 가운데 몇몇을 비트겐슈타인 집의 음악실에서 초연하였다. 비트겐슈타인의 형 파울 비트겐슈타인은 후일 세계적으로 유명한 피아니스트가 되었다. 파울은 제1차 세계대전 참전 중 오른팔을 잃고 러시아에서 포로수용소에 갇혀서도 왼손만으로 피아노를 연습하여 명성을 유지하였다. 비트겐슈타인도 절대음감이 있었고, 음악을 향한 열정은 비트겐슈타인의 생활과 사상에 큰 영향을 주었다. 비트겐슈타인은 자신의 철학 저작에서도 음악에 빗댄 예를 자주 사용하였고 클라리넷을 능숙하게 연주하여 오케스트라와 협연하기도 하였다. 루트비히 요제프 요한 비트겐슈타인은 교향곡 전체를 외워 휘파람으로 불렀다.
비트겐슈타인의 가족은 우울증에 따른 자살 경향을 보였다. 장남인 한스는 네 살 때 작곡할 정도로 신동이었으나 1902년 쿠바의 아바나에서 자살했다. 뒤를 이어 삼남 루돌프가 1904년 베를린에서 자살하였고 차남 쿠르트는 제1차 세계대전이 끝나 가던 1918년 10월 오스트리아군의 총 퇴각이 결정되자 자신이 지휘하던 진중에서 총을 이용해 자살하였다. 루트비히도 청년 시절 줄곧 자살 충동에 시달렸고, 러셀로부터 천재로 인정받은 후에야 마음의 안정을 찾을 수 있었다.
최근 내 상황은 완전히 비참함 자체입니다. 나는 생명을 끊는 것을 계속 생각해 왔습니다. 지금도 이 생각은 여전히 나를 괴롭힙니다. 나는 내려갈 수 있는 가장 마지막 지점까지 가라앉았습니다. 당신은 절대로 이 지점까지 오지 않기를!— 파울 엥겔만에게 보낸 편지, 1920.5.30.

1903년까지 비트겐슈타인은 집에서 가정교육을 받은 후 린츠에 있는 린츠 국립실업고등학교에 3학년으로 편입하였다. 비트겐슈타인보다 6일 생일이 빠른 아돌프 히틀러가 1년간 비트겐슈타인과 같은 학교에 다녔다. 아돌프 히틀러와 비트겐슈타인이 서로 알던 사이였는지는 알려진 바가 없으나 양측 모두 이와 관련하여 어떠한 회고도 없는 것으로 보아 일면식도 없는 사이였으리라 추정된다.
학교 생활 동안 비트겐슈타인은 높은 톤의 어투에 약간 말더듬이가 있었고 우아한 옷을 입은 민감하고 겉으로 드러내지 않고 심중으로만 생각하는 학생이었다. 동급생 거의 대부분이 비트겐슈타인의 이런 점을 특징으로 꼽았다. 비트겐슈타인은 "선생", "헤어 루트비히"(독일어: Herr Ludwig→루트비히 씨)와 같은 별명으로 불렸다.
비트겐슈타인은 1905년 하늘을 나는 문제를 해결한 영웅과 천재들의 이야기가 들어 있는 루트비히 볼츠만의 선집을 읽고 볼츠만에게서 물리학을 배우려고 했으나 볼츠만은 1906년 생을 자살로 마감하였다.
1906년 베를린에서 기계공학을 배우기 시작한 비트겐슈타인은 갈릴레오, 레오나르도 다 빈치, 파우스토 베란치오 같은 사람들이 남긴 르네상스 시기 작업에 흥미를 느꼈다. 1908년 맨체스터 빅토리아 대학교에서 항공과 관련한 논문으로 공학 박사 학위를 받은 비트겐슈타인은 공학 연구소의 연구생으로 등록되어 대기권 상층에 연을 띄우는 연구하였고 작은 제트 엔진에 사용될 프로펠러를 제작하였다. 맨체스터에서 연구 생활하는 동안 버트런드 러셀과 앨프리드 노스 화이트헤드가 공저한 《수학 원리》, 고틀로프 프레게의 《산수의 근본 법칙》를 읽고 수학기초론에 흥미를 느꼈다. 1911년 여름 비트겐슈타인은 프레게를 방문한 후부터 연락을 자주 교환했고 케임브리지 대학교의 버트런드 러셀에게서 배우기로 하였다.

### 케임브리지 대학 시절

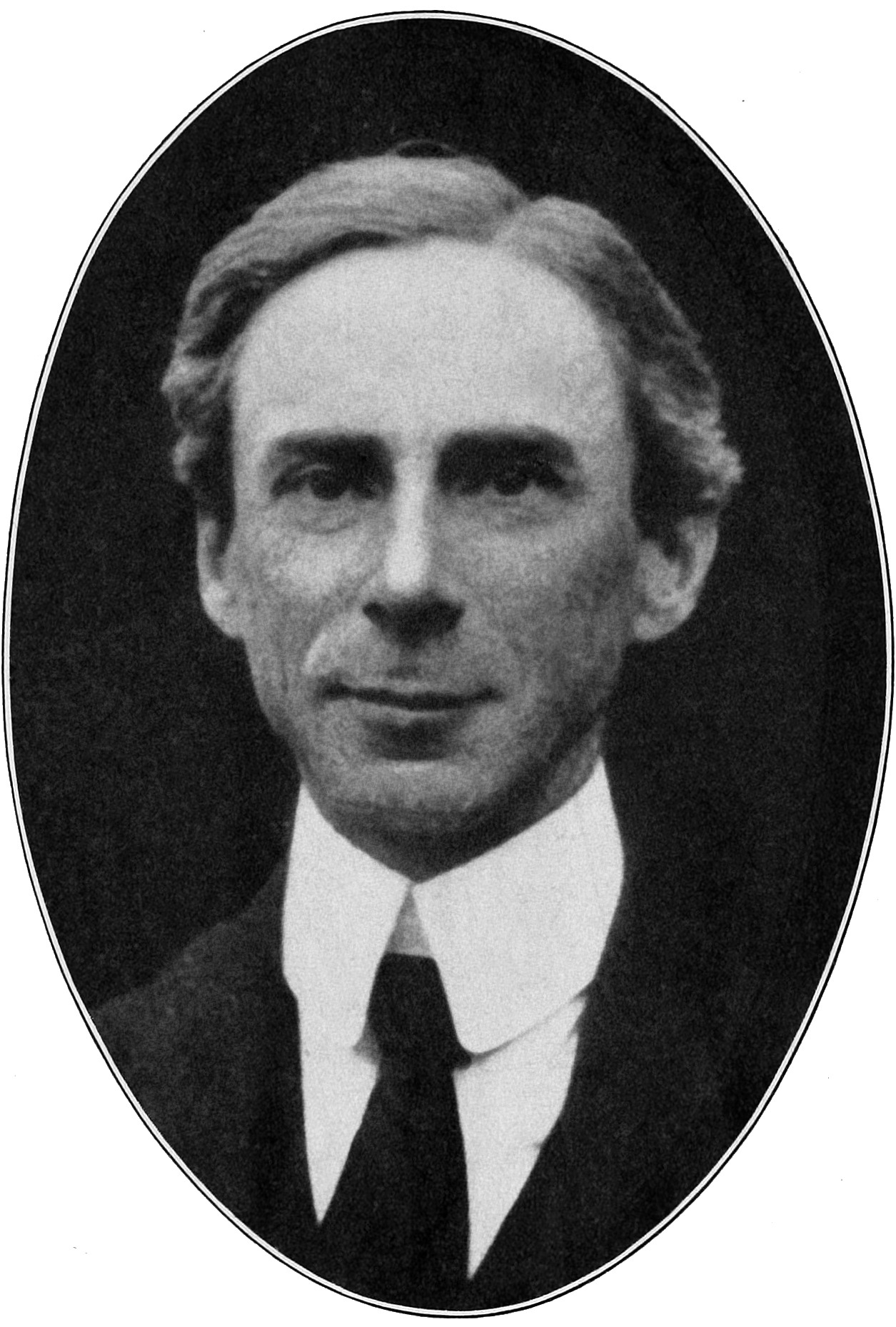
버트런트 러셀
1916년 촬영

비트겐슈타인은 1911년 8월부터 버트런드 러셀의 강의실에 출석하였고 얼마 지나지 않아 러셀과 웃음꽃을 피우면서 철학을 주제로 토론하는 사이가 되었다. 러셀은 비트겐슈타인에게 깊은 감명을 받았고, 조지 에드워드 무어를 알게 되어 수리 논리학의 원리를 대상으로 한 작업을 시작하였다.
이 시기 러셀은 수학 기초론과 철학을 확장하고자 연구하고 있었고 비트겐슈타인을 자신의 후계자로 여겼다. 러셀은 비트겐슈타인에게서 자주 거침없이 비판받기도 하였다. 러셀은 비트겐슈타인이 천재다운 능력을 이용해 논리학상 난제를 해결하는 것에 매료되었고 영국 철학계에 비트겐슈타인의 능력을 소개하는 데 주력하였다. 그러나 비트겐슈타인은 러셀에 의해 자신이 논리실증주의 철학자로만 비추어지는 것을 못마땅해 하였다.
그 사람은 천재에게서 나타나는 전통적 특징을 전형이 될 만하게 현현했다. 재언하면, 그 사람은 열정 있고 해박했으며, 격렬하고도 좌중을 휘어잡는 인재였다.

그 사람이 옳다는 것을 알 수 있었으며 나는 더는 철학의 기초 작업을 진행할 수 있으리라 기대할 수 없었다.— 러셀의 회고

이 시기 동안, 비트겐슈타인의 또 다른 주요 관심사는 고전음악과 여행이었다. 1912년 아이슬란드를 여행한 비트겐슈타인은 여로에 종종 애인이었던 데이비드 핀센트와 동행하였으며 비트겐슈타인은 버트런드 러셀과 무어가 이끌던 비밀 모임인 케임브리지 어포슬스에 가입하였다.
1913년에 비트겐슈타인의 아버지가 죽었다. 비트겐슈타인은 유산을 상속받아 유럽에서 부유한 사람 가운데 한 명이 되었다. 비트겐슈타인은 상속받은 유산의 상당량을 오스트리아의 예술가와 작가들을 도우려고 기부하였다. 비트겐슈타인이 지원한 예술가 가운데에는 라이너 마리아 릴케, 게오르크 트라클 같은 사람들이 있었다. 1914년에 비트겐슈타인은 트라클을 방문하고자 하였으나 트라클이 자살로 급작스럽게 생을 마감하여 뜻을 이루지 못하였다. 비트겐슈타인은 볼츠만에 이어 트라클까지 꼭 만나고 싶은 사람이 자살하는 일을 겪게 되었다.
비트겐슈타인은 케임브리지 대학교가 자신이 일하기에 이상적이지 못하다고 생각했는데, 그에겐 대학연구자들이 심오한 생각도 없으면서 그저 자신들이 영리하다는 것을 보여주려고 애쓰고 있다고 느껴졌기 때문이다. 1913년에 비트겐슈타인은 노르웨이의 송네 피오르의 끝에 있는 숄덴 인근의 오지에서 독거에 들어갔다. 비트겐슈타인은 이곳의 한 집 이층을 빌려 겨우내 지내면서 자신의 작업에 몰두하였다. 이 시기는 비트겐슈타인에게서 가장 정열 있고 새로운 것이 생겨나는 시간이었다. 이 시기에 이루어진 비트겐슈타인의 작업은 흔히 "논고"라고 불리는 《논리 철학 논고》로 정리되었다.

### 제1차 세계대전

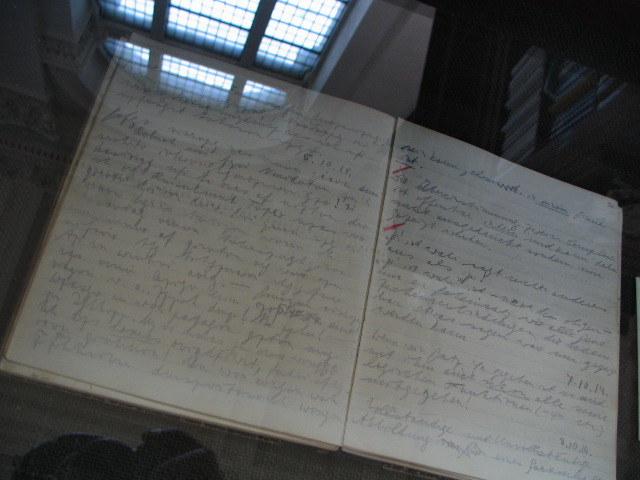
케임브리지 트리니티 칼리지에 전시된 1914년의 노트

제1차 세계대전이 일어난 1914년에 비트겐슈타인은 1년째 은둔 생활하고 있었다. 비트겐슈타인은 전쟁이 일어났다는 소식에 크게 충격받았고 오스트리아 헝가리 제국 육군에 자원하였다. 입대 초기에는 함선에서 근무하였으나 얼마 후 포병대로 전근하였다. 1916년 3월에 비트겐슈타인은 오스트리아 7군에 자원하여 브루실로프 공세를 방어하는 최전방 조종사로 참전하였다. 영국군과의 전투 후에 비트겐슈타인은 "용감한 행동과 침착하고 냉정한 영웅다운 활약"으로 말미암아 수훈했다. 1917년 1월 비트겐슈타인은 러시아 전선의 곡사포 연대로 전근되었고 여기서 다시 용감한 행동으로 은장무공훈장을 비롯해 훈장 여러 개를 받았다. 1918년 비트겐슈타인은 대위로 승진하였고 오늘날 트렌티노로 불리는 이탈리아 티롤 남부 전역에서 산악 포병 연대에 배속되었다. 1918년 6월 오스트리아의 공세에서 전훈을 세운 비트겐슈타인은 최고 훈장인 금장무공훈장에 추천되었고 그 아래 단계인 검의 무공훈장을 받았다. 비트겐슈타인은 1918년 11월 트렌토 근교에서 이탈리아군의 포로가 되었다.
전쟁 기간 비트겐슈타인은 군인의 눈으로 목격한 천박을 대상으로 한 경멸을 노트에 기록하였다. 종전 뒤에도 비트겐슈타인은 자신의 노트에 철학과 종교를 대상으로 한 단상을 적어나갔다. 노트에 적힌 단상을 보면 비트겐슈타인의 종교를 향한 태도에 변화가 있었다는 사실을 알 수 있다. 케임브리지 대학교 시절 비트겐슈타인은 종교를 대상으로 해 불가지론다운 태도를 견지했는데 전쟁 중에 비트겐슈타인은 레프 톨스토이의 《믿음 안의 찬송》을 갈리치아 루마니아 왕국에 있던 한 서점에서 구입한 후 어디나 가지고 다니면서 읽었으므로 후일 비트겐슈타인의 지휘에 있던 부대원들은 “찬송과 함께하는 사람들”이란 별명을 얻었으며, 루트비히 요제프 요한 비트겐슈타인은 성 아우구스티누스의 여러 저작에서 종교적인 영향을 받았다.

#### 논고

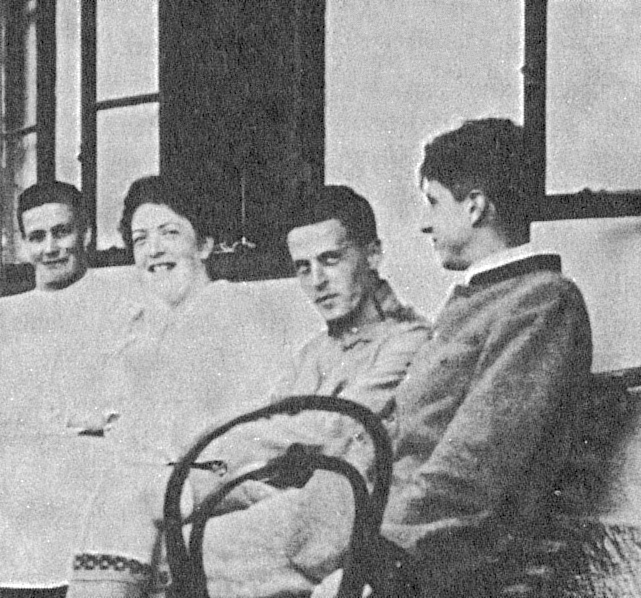
1920년 가족 저택에서 촬영한 사진. 비트겐슈타인은 누나인 헬레네와 스웨덴 친구인 아르비드 시요그렌 사이에 앉아 있다.

윤리, 종교에 딸린 기호를 가지고 "논리"에 부합한 연구를 시작한 비트겐슈타인은 초기에 관심했던 논리 분석을 윤리 개념에 접합하면서 전쟁 기간에 발전하게 한 소위 "그림 이론"을 적용하였다. 여기에 케임브리지 대학교 시절과 노르웨이에서 은둔 생활한 시기에 한 작업이 "논고"의 바탕이 되었다. 1918년 전쟁이 막바지로 치다를 무렵 비트겐슈타인이 이탈리아 북부의 포병 연대에서 중위로 복무할 때 비트겐슈타인은 데이비드 핀센트의 어머니에게서 편지를 한 통 받았다. 거기에는 데이비드가 비행기 사고로 죽었다는 소식이 들어있었다. 비트겐슈타인은 데이비드의 삼촌 폴에게 찾아가 완성된 논고를 핀센트에게 헌정하였다. 논고는 출판사에 보내졌으나 출판되지 않았다.
1918년 10월 비트겐슈타인은 이탈리아 전선에 복귀하였으나 얼마 지나지 않아 이탈리아군의 포로가 되었다. 이탈리아 중부의 카치노에 수감된 비트겐슈타인은 버트런드 러셀과 키네스 같은 영국 친구의 도움으로 책의 반입이 허락되었고 비트겐슈타인의 여러 원고가 영국으로 보내졌다. 러셀은 비트겐슈타인의 원고가 철학상 뛰어난 성과라는 사실을 간파했고 1919년 비트겐슈타인의 이름으로 출간하였다. 프랭크 램지와 찰스 케이 오그던이 비트겐슈타인의 원고를 영역하였고 비트겐슈타인이 영역물을 검토하였다. 책의 제목 《논리 철학 논고》는 원제<논리 철학 논설>바뤼흐 스피노자의 《정치학 논고》를 기려 조지 에드워드 무어가 지은 것이다. 서문은 버트런드 러셀이 썼다. 《논리 철학 논고》는 중요한 철학 서적 가운데 하나로 꼽힌다. 비트겐슈타인은 전쟁 포로로서 수감된 가운데 버트런드 러셀의 서문을 받아 보았다. 비트겐슈타인은 논고의 기본 사항을 러셀이 오해한다고 판단하고, 자신의 작업 출판을 대상으로 한 흥미를 완전히 잃고 말았다. 설상가상으로 출판사는 서문을 쓴 러셀만을 부각하게 할 뿐이었다. 논고는 1921년 빌헬름 오스트발트가 운영하던 독일의 출판사인 《자연철학 분석(독일어: Annalen der Naturphilosophie)》에서 독일어로서 마침내 출간되었다. 러셀의 서문과 램지와 오그던이 영역한 판본은 1922년에 출간되었다.

### 1920년대: 오스트리아 교직 생활
1920년이 되자 비트겐슈타인은 다른 사람이 되기를 간절히 원했다. 끔찍한 전투를 경험한 제1차 세계대전 이후 견고해진 비트겐슈타인의 지성과 감성은 "논고"로 집약되었다. 비트겐슈타인은 이 작업으로 철학의 모든 문제에 대답을 구했다고 생각했기에 철학을 떠나 오스트리아의 초등학교에서 교직 생활을 시작하였다. 그는 톨스토이의 《요약복음서》를 읽고 깊은 감명을 받아 아버지에게서 물려받은 막대한 유산을 형제들에게 나눠주고는 단순하고 소박한 삶을 살기 위해 하스바흐, 오테르탈, 트라텐바흐와 같은 곳의 산골 초등학교를 돌면서 학생들을 가르쳤다. 그러나 보수적인 농촌 학부모들 및 동료 교사들과 불화를 일으켜 교사 생활은 순탄치 못했다.
| “ | 저는 여전히 트라텐바흐에서 증오와 비천에 둘러싸인 채 있습니다. 저는 수량이나 정도 따위가 중간이 되는 사람이란 어디서건 그다지 쓸모가 없다는 사실을 아나 이곳 사람들은 더 좋은 것이 없고 어디보다도 무책임합니다. | ” |
|   | — 비트겐슈타인, 1921년 10월, 버트런드 러셀에게 보낸 편지. |   |

논고를 번역한 프랭크 램지가 1923년 가을 비트겐슈타인의 편지에 적힌 주소를 찾아 갔을 때 비트겐슈타인은 매우 검소하게 생활하고 있었다. 좁다란 텅 빈 방에 침대가 하나 덩그러니 놓여 있었고 작은 테이블과 난로가 고작이었다. 프랭크 램지는 저녁 식사로 질긴 빵 하나와 버터와 코코아 한 잔을 건네받았다. 비트겐슈타인은 아침 여덟 시에서 정오나 오후 한 시까지 수업하였고 오후 시간은 자유롭게 보냈다.
비트겐슈타인은 교직 생활하면서 아이들을 이롭게 하려고 42쪽으로 된 철자와 발음이 표기된 사전을 만들었다. 《어린이를 위한 사전》(독일어: Wörterbuch für Volksschulen)은 《논고》를 제외하면 비트겐슈타인 생전에 그의 이름으로 출판된 유일한 책이다. 이 사전은 1926년 빈에서 출판되었고 횔더 피흘러 템프스키의 간단한 서문이 들어 있다. 이 사전의 초판은 2005년 2월 경매에서 75,000 £에 판매되었다. 교직 생활하면서 체벌 문제에 휩싸인 비트겐슈타인은 1926년 4월 11살 소년을 심하게 때렸다는 이유로 고발당하였고 결국 교직 생활을 그만두게 되었다. 교직을 그만 둔 후 비트겐슈타인은 빈에서 잠시 머문 후 휘텔도르프 자비의 형제 수도회에서 정원사로서 일하였다.

### 1926년:스톤보로 하우스

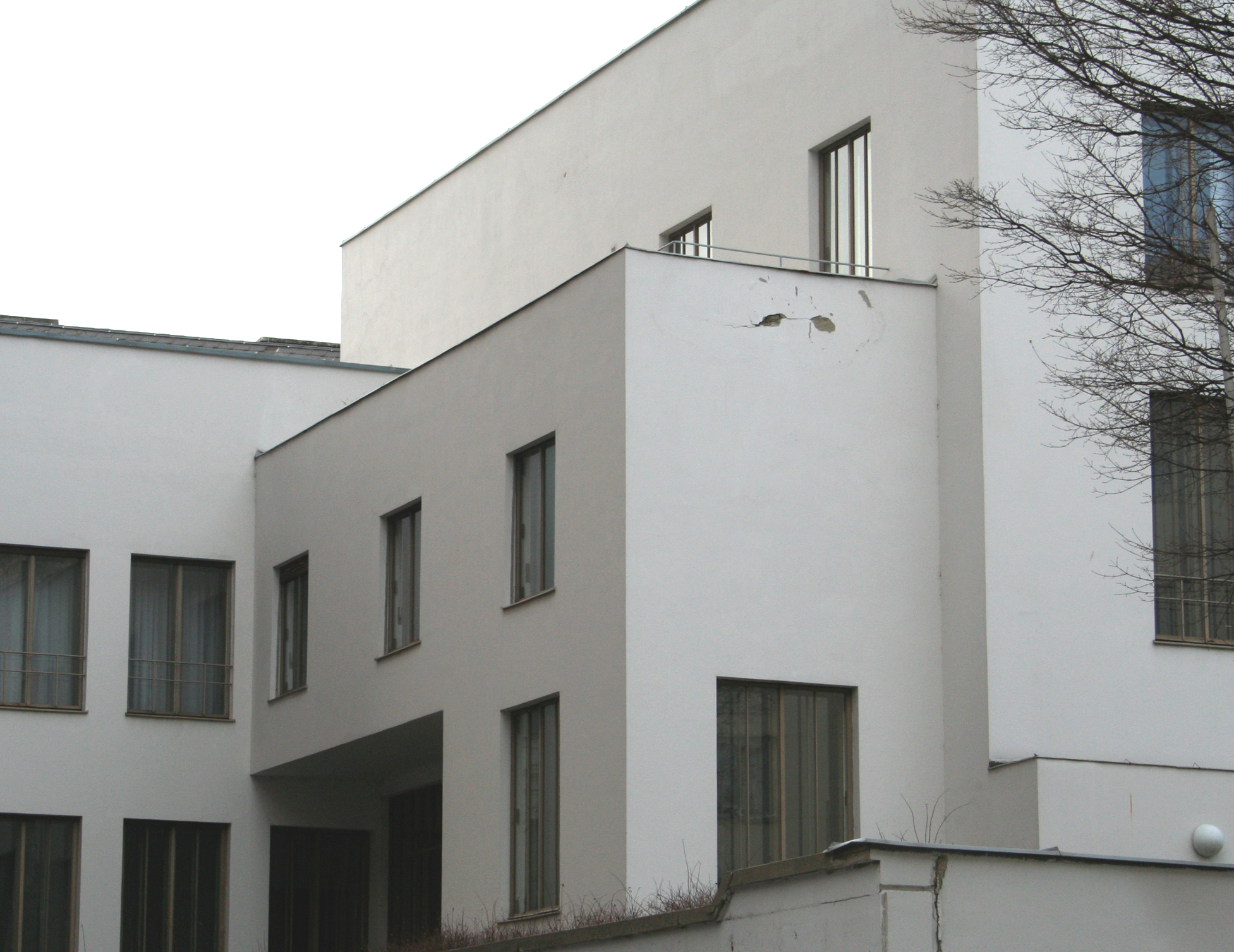
비트겐슈타인이 설계한 스톤보로 하우스

1926년 비트겐슈타인은 누나인 그레틀을 위해 새 집을 구상하였다. 건축은 전쟁 중에 친구가 된 파울 엥겔만이 진행하였다. 비트겐슈타인과 파울 엥겔만은 참호에서 많은 시간을 함께 보냈었다. 파울 엥겔만은 새 집이 아돌프 루스 이후 현대 건축을 나타내는 공간으로 자리잡기를 바랐다. 비트겐슈타인은 이 집을 짓는 일에 온통 매달렸고 창틀, 문, 난방기 같은 것까지 일일이 살펴보았다. 문 손잡이와 난방기는 직접 설계하기도 하였다. 비트겐슈타인의 요구로 모든 창문에 150Kg에 이르는 금속 차양막을 달았다. 《비트겐슈타인의 건축》을 쓴 버나드 라이트너는 이 건축물이 건축사에서 다른 예를 찾기 힘든 독특한 것이라 평가하면서 "이 집은 비트겐슈타인의 의도로 매우 정교하게 지어졌다. 모든 철제는 바닥에 숨겨져 있도록 하였다"고 기술하였다. 집이 거의 완공되었으나 비트겐슈타인은 천정의 높이를 30mm 더 높이라고 하였고, 그가 원한대로 천정을 높이고서야 마침내 완공되었다.
비트겐슈타인의 누나 헤르미네는 이 집을 두고 "나는 언제나 내가 그 집 안에서 살아도 되는 걸까 자문하곤 하였다. 그 집은 신의 거처처럼 만들어져 있었다"라고 기록하였다. 그 집을 좋게 말하면 너무 소박하게 지었다고 생각한 비트겐슈타인은 이 집이 건축의 기본이 되는 생활이나 건강에 대한 고려가 없었다고 여겼다. 세계대전이 끝난 후 이 집은 러시아 군인들의 병영으로 사용되었다. 1950년대 그레틀의 아들이 개발업자에게 집을 팔아 없어질 위기에 놓였으나 빈 랜드마크 협회가 1971년 이 집을 구매해 보존한다. 이 집은 현재 불가리아 대사관으로 사용된다.

### 빈 학파
비트겐슈타인은 건축 작업을 마치고 모리츠 슐리크와 만났다. 슐리크는 빈 학파를 이끌고 있었다. 비트겐슈타인의 "논고"는 빈 학파의 논리실증주의 발전에 큰 영향을 주었다. 슐리크 자신은 빈 학파의 논의에서 비트겐슈타인의 사상을 계승하였다고 한 적이 없으나 프리드리히 바이스만과 같은 빈 학파의 학자들은 비트겐슈타인과 철학에 기초한 주제를 화제로 하여 자주 대화했다. 슐리크와 빈 학파의 회원들이 자신의 《논고》를 오해한다고 생각하여 자주 좌절한 비트겐슈타인은 종교에 딸린 생활과 신비에는 말로는 설명할 수 없는 신념이 있다고 생각하였고 논리실증주의는 이러한 것을 쓸모없는 것으로 비하한다고 간주했다. 한 모임에서 비트겐슈타인은 라빈드라나트 타고르의 시를 돌아가면서 낭송하는 사이 자신의 책 언급을 거부하여 좌중을 짜증 나게 하였다. 이런 일이 있었어도 비트겐슈타인은 모임에 참석하였으며 철학에 다시 관심을 가졌다. 모임이 이어지는 동안 프랭크 램지가 《논고》와 관련해 토론하려고 빈을 방문하기도 하였다. 비트겐슈타인은 이 토론을 통해 프랭크 램지가 자신의 《논고》를 오해한다고 다시 한 번 생각하게 되었다..

### 케임브리지 대학교에 복귀하다
1929년 비트겐슈타인은 프랭크 램지와 다른 사람들의 간곡한 권유로 케임브리지 대학교에 복귀하였다. 비트겐슈타인이 도착한 기차역에는 잉글랜드의 지식인들이 세계에서 가장 유명한 철학자를 보려고 몰려들었다. 
| “ | 뭐, 신이 강림하셨으니 나는 그 사람을 5시 15분 기차에서 만났어.                             | ” |
|   | — 비트겐슈타인의 오랜 친구였던 존 메이너드 케인스, 자신의 아내 리디아 로포고바에게 쓴 편지 |   |

이런 환대에도 비트겐슈타인은 케임브리지 대학교의 학위를 받지 못했다. 버트런드 러셀은 비트겐슈타인이 《논고》를 집필하여 이미 철학 박사의 충분한 자격이 있다고 기록하였고 무어와 함께 박사학위 심사를 진행하였다. 비트겐슈타인은 심사관이 된 두 오랜 친구의 어깨에 손을 얻으며 말했다. "너무 걱정하지 마시죠. (논고를) 절대로 이해 못한다는 거 알고 있어요."
내 스스로 이 천재다운 연구를 검토하였고 내가 이것을 완전히 이해하지 못한다고 하더라도 논고가 철학 박사학위를 받기에 충분하다는 점은 명백하다.— 무어, 케임브리지 철학박사학위 심사보고서

박사학위를 받고 트리니티 칼리지에 부임한 비트겐슈타인은 친구의 집에서 만나게 된 마르게리테 레스핑거와 혼인을 고려하였으나 1931년 파혼한 후 독신으로 지냈다. 비트겐슈타인은 양성애자였고 빈의 프라테르 공원에서 젊은 남자들과 관계를 맺었다. 윌리엄 워렌 바틀리는 비트겐슈타인의 전기를 쓰면서 1973년 발견된 비트겐슈타인의 노트에는 프라테르에서의 만남을 "친구의 격려"와 같이 표기하였다고 밝혔다. 뒷날 바틀리의 주장은 여러 면에서 의심받았으나 비트겐슈타인이 데이비드 핀센트, 프랜시스 스키너, 벤 리처드와 같은 사람들과 동성애 관계에 있었다는 풍문은 거의 정설이 되었다.
일각에서는 비트겐슈타인이 정치적으로 좌파적 입장을 지녔다고 평가한다. 비트겐슈타인 스스로가 자신이 "심장에서부터 공산주의자"라고 말한 적이 있고 많은 방면에서 노동자에 대한 낭만주의적인 반응을 보이기도 하였다. 비트겐슈타인은 도덕적 성찰이 없다는 이유로 과학적 방법을 혐오하였으며, 음악취향은 보수적이었고, 핵무기의 사용에 반대하였다. 오스트리아 철학자 오토 바이닝거를 존경한 비트겐슈타인은 바이닝거의 이론을 복사하여 케임브리지 대학교에 배포하기도 하였다. 오토 바이닝거처럼 비트겐슈타인도 민족성과 성적 지향으로 말미암아 대인관계에 문제가 있었다. 1930년대 초반 기록된 MS 154와 같은 노트에는 자신의 정체성으로 말미암아 자책하는 여러 문구가 적혀 있다.
성자는 단지 유대인 천재일 뿐이다. 가장 뛰어난 유대인 사상가라 할지라도 더는 재능이 없다. (내 자신을 대상으로 해)

 후일 비트겐슈타인은 "내 생각은 100% 헤브라이즘답다"라고 스스로 비판하였다.
비트겐슈타인이 자신이 유대인이라는 것에 대한 자기부정은 스스로를 파멸로 몰았다. 그러나 유대인이라는 것 때문에 그는 자신의 참신함과 천재성을 확신하였다.[— 한스 슬루거

1934년 비트겐슈타인은 친구인 케인스가 쓴 《러시아에 대한 간략한 소개》에서 서술된 소비에트 생활에 매료되어 스키너와 소비에트사회주의공화국연방으로 이민을 고려하였다. 그들은 러시아어를 배웠고 1935년에는 비트겐슈타인이 안전 요원이 지켜보는 가운데 레닌그라드와 모스크바를 여행하였다. 비트겐슈타인은 러시아 당국에 교사 자리가 있는지 문의하였으나 이에 대답은 3주가 지나서야 돌아왔다.
1936년부터 37년 사이에 비트겐슈타인은 스키너와 함께 노르웨이에 다시 머물렀다. 비트겐슈타인은 노르웨이에서 연구를 계속하였고 이것을 철학적 “조사”라고 불렀다. 1936년과 37년 사이의 겨울에 가까운 친구에게 보내는 “고백”을 썼다. 이 글들은 대부분 선의의 거짓말과 같은 것을 밝히는 소소한 내용이었으나 비트겐슈타인은 이를 통하여 자신을 정화하고자 하였다. 1938년 비트겐슈타인은 모리스 드루어리를 만나기 위해 아일랜드를 여행하였다. 드루어리는 비트겐슈타인에게 정신 의학을 소개한 제자이자 의사였다. 드루어리를 만난 자리에서 비트겐슈타인은 마침 드루어리를 찾아온 아일랜드 대통령 이몬 데 발레라를 만났다. 자신도 수학 교사 출신이었던 발레라는 비트겐슈타인의 업적이 수학의 발전에 기여할 수 있기를 희망하였다.

### 나치의 부상과 가족의 위험
비트겐슈타인은 아일랜드에 있는 동안 나치 독일이 오스트리아를 병합하였다는 소식을 들었다. 이로 말미암아 비트겐슈타인의 가족은 독일 국적을 갖게 되었고 나치의 인종법에 따라 유대인으로 취급되게 되었다. 비트겐슈타인은 이러한 상황을 견딜 수 없었고 케인스와 같은 친구들의 힘을 빌어 영국이나 아일랜드 국적을 획득하고자 하였다. 그러나, 그의 형제자매들은 모두 오스트리아에 남아 있었기 때문에 이들의 처지가 매우 위험하게 되었다. 비트겐슈타인은 처음에는 곧바로 오스트리아로 가고자 하였으나 친구들의 만류로 그만두었다. 왼손 피아니스트로 명성을 떨치던 파울은 공연과 교습을 금지당하자 스위스를 거쳐 미국으로 탈출하였고, 여자 형제들은 위조 여권으로 탈출하려다가 발각되어 재판을 받았다. 유일한 희망은 나치 독일의 혼혈법에 따라 비트겐슈타인의 가족이 유대인 조상이 있는 혼혈로 인정받는 것이었다. 비트겐슈타인 집안 사람들은 조부인 헤르만이 독일 귀족 자인-비트겐슈타인 가문의 사생아였다는 증언을 모아 제출하였으나 거부당했다. 그러나 비트겐슈타인 가문의 해외 자산에 눈독을 들인 나치 당국과 재산의 상당 부분을 헌납하는 힘겨운 협상 끝에 비트겐슈타인의 가족들은 혼혈로 인정되어 전쟁이 끝날 때까지 살아남을 수 있었다. 이 긴박한 협상 과정은 알렉산더 워의 《비트겐슈타인 가문》에 상세히 묘사되어 있는데, 재산을 지키려는 파울과 목숨을 지키려는 누이들 사이의 갈등이 극에 달해 이후로 파울은 죽을 때까지 형제자매들과 다시는 얼굴을 보려 하지 않았고 연락도 하지 않았다. 폴란드 침공 하루 전날 비트겐슈타인 가문을 혼혈로 승인하는 문서에 직접 사인을 한 아돌프 히틀러가 언급한 바에 따르면 혼혈로 인정받기를 원하는 2,100건의 신청 가운데 인정된 건 수는 12건에 불과할 만큼 이러한 조치는 예외적인 것이었다.

### 철학 교수가 되다
1939년 무어가 케임브리지 대학교의 철학 교수직을 사임하자 비트겐슈타인이 후임자로 임명되었으며, 교수직을 갖게 된 얼마 후 영국 시민권을 획득할 수 있었다. 1939년 7월 비트겐슈타인은 빈을 방문하여 그레틀과 다른 누나들을 만났고, 하루는 라이히스방크의 직원을 만나기 위해 베를린에 들렀다. 이후, 그는 가족이 처한 위험을 모면하기 위해 계획을 짜고 있던 형 파울을 설득하기 위해 뉴욕으로 갔다. 1939년 8월 가족에 대한 해방 요청이 접수되었는데, 전쟁이 시작되기 1주일 전에 알려지지 않은 사람의 승인으로 비트겐슈타인 가족의 재산 금 1.7톤이 나치에게 인도되었다. 이는 2009년 가치로 환산하면 약 60억 달러에 해당하는 금액이다. 또한 비트겐슈타인은 같은 해에 모스크바를 두 번째로 방문하여 철학자인 소피야 야노프스카야를 만났다.
일을 마무리 지은 다음 비트겐슈타인은 영화관 제일 앞자리에서 영화를 보는가 하면 추리소설을 읽으면서 편안히 서방세계를 관망하였다. 노먼 맬콤은 비트겐슈타인이 강의를 마치자마자 영화관으로 달려가곤 했다고 회고하였다.
강의를 마친 학생들이 교실을 나가려고 의자에서 몸을 빼는 순간 비트겐슈타인은 친구를 향해 "갈 수 있겠어?"하고 낮은 목소리로 묻곤 하였다. 영화관에 갈 때면 비트겐슈타인은 빵이나 파이 따위를 사들고서는 영화를 보면서 먹었다.— 노먼 맬콤

이 무렵 비트겐슈타인은 수학기초론에 대한 자신의 기존 견해에 회의적인 태도를 보였다. 비트겐슈타인의 초기 사상에서 논리는 단단한 기호였으며, 그는 러셀과 화이트헤드의 《수학 개론》에 대해서도 이러한 사고를 기초로 비평하였다. 하지만 이 무렵에 이르러서 비트겐슈타인은 자신의 글과 강의를 통해서 과거 자신의 사상을 부정하였다.

### 2차 세계대전
몽크의 전기에 따르면 비트겐슈타인은 전쟁이 시작되었는데도 철학 강의나 하고 있는 스스로의 처지를 견디기 힘들어하였다고 한다. 1941년 9월 비트겐슈타인은 철학자 길버트 라일의 형제였던 존 라일 교수에게 요청하여 런던에 있는 가이스 병원에서 봉사하겠노라고 요청하였다. 존 라일은 케임브리지 대학교의 의학 교수였다. 그는 비트겐슈타인의 요청을 받아들였고 이에 따라 비트겐슈타인은 가이스 병원에서 약품을 관리하는 일을 하였다.
병원의 직원들은 세상에서 가장 유명한 철학자가 자신들과 함께 일하고 있다는 사실을 알지 못하였다. 간혹 비트겐슈타인을 알아보는 사람들에게 비트겐슈타인은 "아무에게도 말하지 말아주세요." 하고 부탁하였고, 자신을 비트겐슈타인 교수님이라 부르지 말고 여느 의사들과 같이 박사님이라 불러 주기를 바랐다.
이 무렵 비트겐슈타인은 몹시 외로웠다.
내 생활의 미래를 대상으로 해 나는 더는 어떤 희망도 없다. 살아 있는 사망이 길게 늘어진 것과 같은 이런 것은 예전에는 없었다. 최악의 상황 말고는 내 미래를 상상할 수 없다. 친구도 없고 기쁨도 없고.— 비트겐슈타인, 1942년 4월 1일

비트겐슈타인은 프란시스 스키너의 연구 수업에 참여한 십대였던 케이스 커크와 우정을 발전시켜 나갔다. 이 관계는 스키너가 죽은 1941년까지 지속되었다. 스키너는 비트겐슈타인과 커크의 관계에 대해 별다른 관심을 두지 않았다. 그는 자신의 학문 연구에 비트겐슈타인이 영향을 미치는 것이 최소화된 점을 고마워했다. 비트겐슈타인은 커크에게 우정 이상의 것을 표현하지 않았지만 스스로는 사랑에 빠져 있었다. 이 기간 비트겐슈타인은 일기에 종종 커크에 대한 자신의 감정을 적곤 하였다.
열흘 동안이나 K에게서 아무것도 듣지 못했다. 일주일 전에 그 사람을 언급했는데도. 아무래도 그 사람이 날 찬 듯하다. 비참한 생각.

비트겐슈타인이 이 편지를 쓸 무렵 커크는 혼인하였고 둘은 다시는 만나지 않았다.

### 만년기

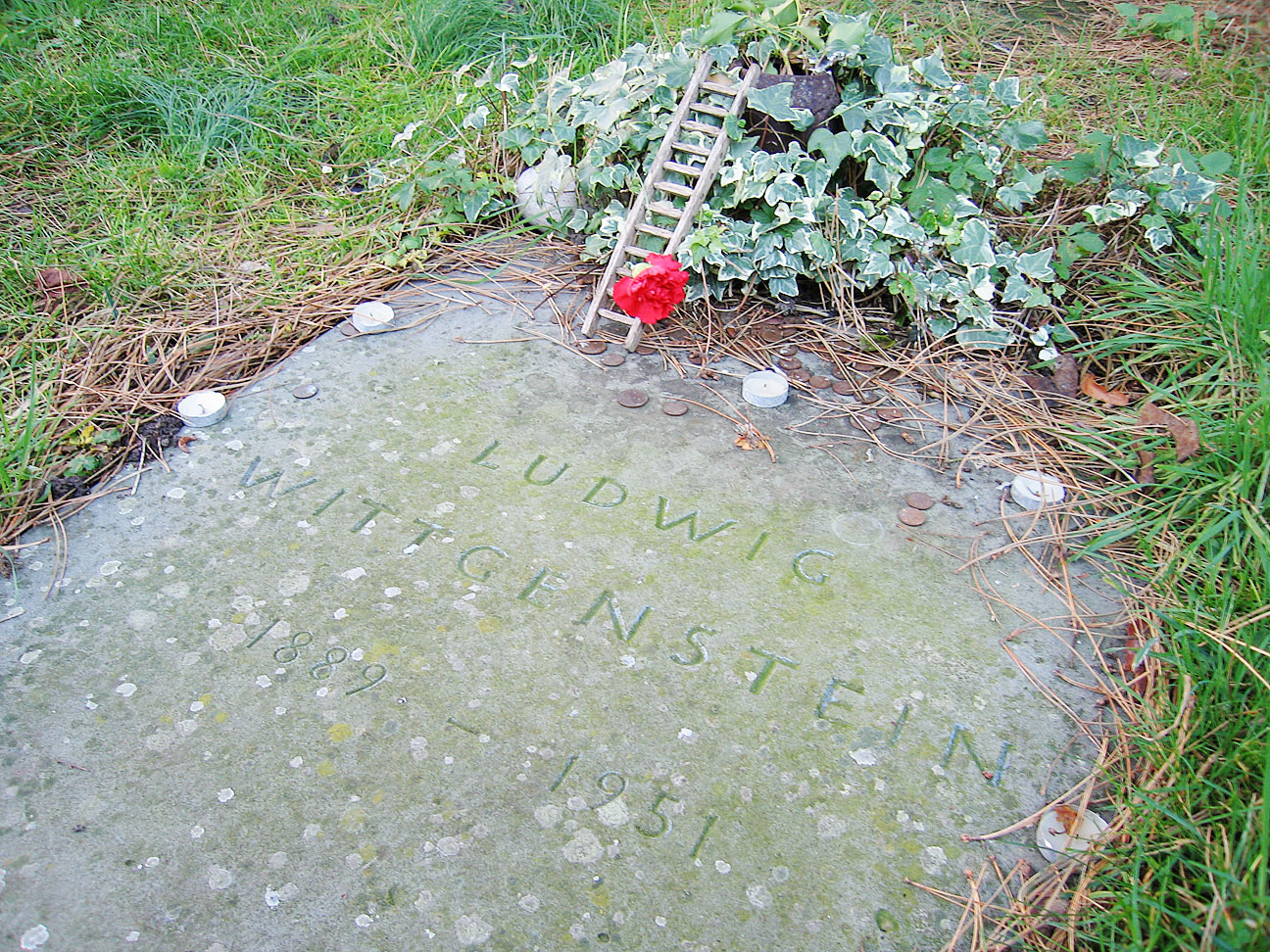
케임브리지 인근에 있는 비트겐슈타인의 묘

1947년 비트겐슈타인은 교수직을 사임하고 집필에 전념하였다. 그의 교수직은 친구인 게오르크 헨리크 폰 브리흐트가 물려받았다. 1947년에서 48년까지 비트겐슈타인은 더블린의 유명한 관광명소인 로즈 호텔에서 머물렀다.
1949년 비트겐슈타인의 학생이었던 노먼 맬콤이 더블린으로 찾아왔을 때 비트겐슈타인은 병들어 있었다. 맬콤은 보다 좋은 환경에서 요양하는 것이 좋겠다고 설득하여 비트겐슈타인을 미국으로 데려갔으나 그의 증세는 악화되었다. 비트겐슈타인은 맬콤에게 "난 미국에서 죽고 싶지 않아. 난 유럽인이라고. 내가 있던 곳으로 돌려보내 주게"라고 요청하였다.
비트겐슈타인은 런던으로 돌아왔으며 암이 골수에까지 옮게 되었다. 비트겐슈타인은 1950년 2월 11일 빈을 방문하여 죽음이 임박한 누나 헤르미네를 만났다. 그녀는 비트겐슈타인을 간신히 알아보는 처지였다. 비트겐슈타인은 "나와 우리 모두에게 크나 큰 손실. 내가 생각했던 것 보다 더 심하다."라고 기록하였다. 누나의 임종을 지켜본 뒤 비트겐슈타인은 1950년 4월 케임브리지로 돌아갔다. 비트겐슈타인은 노르웨이를 한 번 더 가보고 싶어하였으나 뜻을 이루지 못하였다.
1951년 초 비트겐슈타인은 유언장을 다시 작성하였다. 그는 노먼 맬콤에게 "내 마음은 이미 죽었어. 더이상은 고통일 뿐이지. 내 알기로 삶은 언젠가 끝나기 마련이고 그 다음엔 정신적인 삶만이 남게 되는 거야"라고 말하였다.
62번째 생일이던 1951년 4월 26일 의사가 생이 이제 며칠 남지 않았다고 하자 비트겐슈타인은 "좋군요, 사람들에게 내 삶이 참 멋있었다고 전해주시오"라고 말하였다. 비트겐슈타인은 4월 29일 사망하였고 천주교식 장례의식을 거쳐 묻혔다.

## 철학

### 《논리-철학 논고》

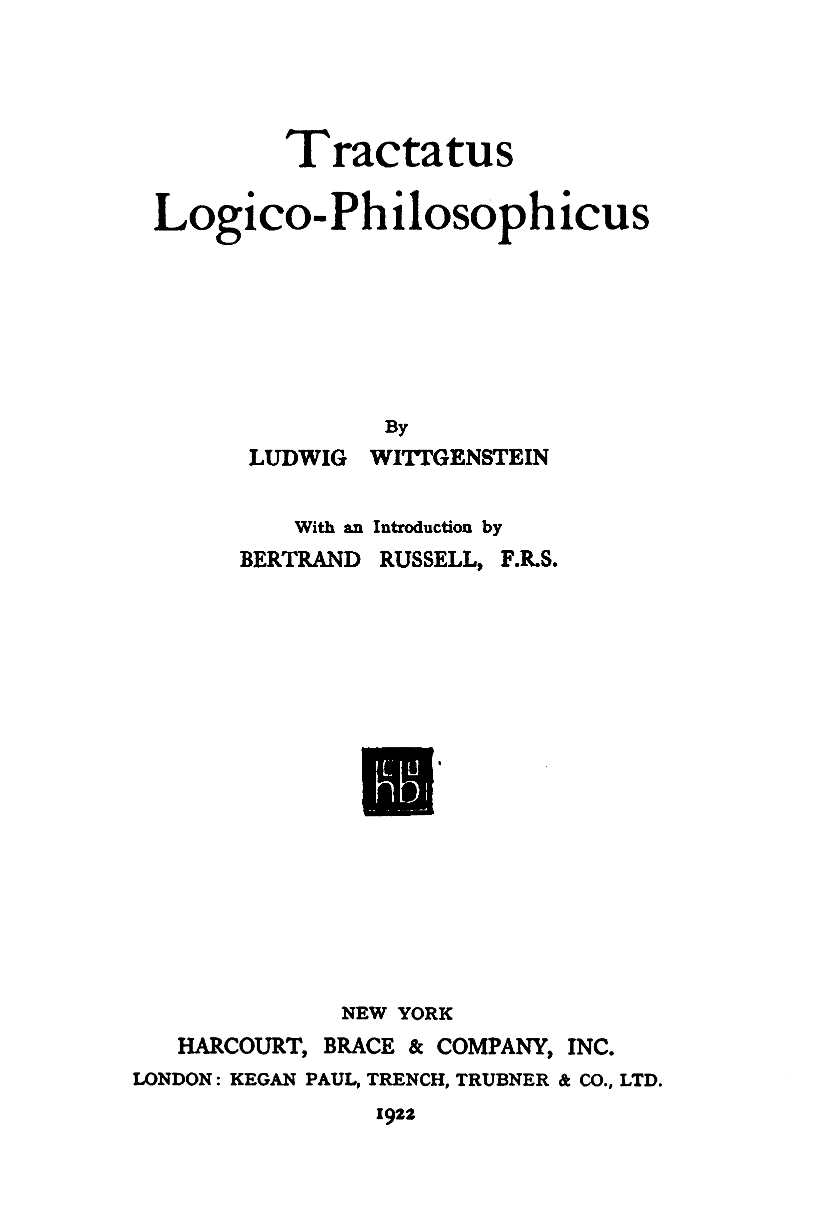
《논리-철학 논고》의 초판 표지

《논리-철학 논고》(라틴어: Tractatus Logico-Philosophicus)는 비트겐슈타인의 전기 철학을 대표하는 저서이다. 초판의 서문은 비트겐슈타인의 스승이자 동료였던 버트런드 러셀이 썼다. 비트겐슈타인은 1차 세계 대전 기간 동안 본문을 썼으며 일정량이 모이면 러셀과 무어에게 보냈고 1918년 완성하였다. 초판의 출간은 전쟁이 끝난 후인 1922년에 이루어졌다. 흔히 《논고》로 줄여 부른다.
비트겐슈타인은 《논고》에서 기존의 철학에서 적용하는 철학적 문제란 언어의 논리를 잘못 적용한 것일 뿐이라고 주장한다.
| “ | 이 책은 철학적 문제들을 다루고 있으며, 내가 믿기에는, 이러한 문제들의 문제 제기가 우리의 언어 논리에 대한 오해에 기인한다는 것을 보여 주고 있다. 이 책의 전체적인 뜻은 대략 다음의 말로 요약될 수 있을 것이다. 말해질 수 있는 것은 명료하게 말해질 수 있다. 그리고 이야기할 수 없는 것에 관해서는 우리는 침묵해야 한다. …… 나에겐 여기서 전달된 사고들의 진리성은 불가침적이며 결정적이라고 보인다. 따라서 나는 본질적인 점에서 문제들을 최종적으로 해결했다고 생각한다. | ” |

《논고》를 집필하던 시점의 비트겐슈타인이 보기에 기존의 철학은 말할 수 없는 것을 말하려고 함으로써 문제를 일으키고 있다는 것이다. 비트겐슈타인은 이러한 자신의 이론을 설명하기 위해 그림 이론(picture theory)을 제시한다. 그림 이론을 구상하게 된 까닭은 프랑스에서 일어난 교통사고 재판에서 모형들이 사용된 것을 본 것 때문이었다. 그림 이론이란 언어는 세계를, 명제는 사실을, 이름은 대상을 지칭한다는 것으로, 이러한 것들이 실제 대응 관계에 있다는 것이다. 비트겐슈타인은 자신의 일기장에 “한 문장에는 하나의 세계가 연습 삼아 조립되어 있다”고 기록하였다. 이러한 그림 이론은 기존의 철학, 특히 형이상학이나 도덕학에서 신이나 자아, 도덕과 같은 것들은 실제 그것이 나타내고자 하는 것이 없어서 뜻(Sinn)이 없다고 본다. 따라서 이러한 개념에 대해 논의하는 것은 무의미하다고 주장한다. 그러나 자연과학과 같은 것은 실제 세계를 설명하는 것이기 때문에 그 의미가 있다고 본다. 이러한 점에서 비트겐슈타인은 《논리 철학 논고》를 "말할 수 없는 것에 관해서는 침묵해야 한다." 라고 끝맺었다. 논리 실증주의자들은 이 명제를 중요하게 생각했다.
하지만, 비트겐슈타인은 편집자에게 보내는 편지에서 오히려 말할 수 없는 것을 더 중요하게 생각한다고 고백했다. 말할 수 없는 것이 증명할 수 없어서 무의미한 것이 아니라, 구태여 증명하려 하여 무가치하게 만들지 말라는 것이었다.

### 《철학적 탐구》
비트겐슈타인의 회고에 따르면, 그는 케임브리지 대학교에서 함께 재직하던 이탈리아 출신의 경제학자 피에로 스라파와 자신의 그림 이론에 대해 토론을 하던 가운데 잘못을 깨달았다고 한다. 비트겐슈타인이 이론에 스라파가 반론하면서 손가락 끝으로 목부분을 밀어 올렸다. 스라파의 행동은 이탈리아에서 의문이나 조소를 뜻하는 것으로 사용되는 제스처였다. 순간 비트겐슈타인은 《논고》에서 주장했던 언어의 논리학과는 달리 일상생활에서 쓰이는 언어의 의미는 결코 한 가지로 고착되지 않는다는 점을 깨달았다고 한다. 비트겐슈타인은 이러한 생각의 전환을 바탕으로 《철학적 탐구》를 집필하였으나 출판하지는 않았다. 《철학적 탐구》는 비트겐슈타인의 사후에 남겨진 초고를 합하여 출판되었다.
《철학적 탐구》에 이르러 비트겐슈타인은 자신의 철학을 상당부분 수정하게 된다. 초기의 그림 이론과는 달리 일상적으로 사용되는 언어를 중요하게 여긴 것이다. 비트겐슈타인은 자신의 그림 이론을 포함한 기존에 있었던 사물과 언어가 일치한다는 주장을 반대하였다. 비트겐슈타인에 따르면, 언어가 있기 전에 생활 양식이 있다. 또한, 언어는 그 '뜻' 이 아니라 '사용'에 본질이 있으며, 같은 언어를 사용한다는 것은 삶의 형식을 공유한다고 생각했다. 그리고 비트겐슈타인은 언어에는 하나의 공통된 본질이 있는 것이 아니라 그 쓰임에서 나타나는 여러 유사성이 있다고 생각했는데, 그는 이것을 '가족 유사성'(family resemblances)이라고 불렀다. 비트겐슈타인은 언어를 놀이에 비유했는데, 줄넘기 놀이, 술래잡기, 가위바위보 등의 '놀이'에서도 어떤 본질이 있는 것이 아니라 마치 가족처럼 서로 유사한 점이 있다는 뜻이다. 대니얼 솔로브는 이러한 비트겐슈타인의 가족유사성 접근을 현대형 프라이버시 개념을 정리하는 방법으로 활용하자고 주장하기도 하였다.
비트겐슈타인은 철학이라는 학문이 어떠한 사물이나 현상에 대한 학문이 아니라, 그러한 것들을 연구하는 학문에서 사용되는 언어를 연구하는 학문이라고 생각했다. 비트겐슈타인은 논리 실증주의자들이 명료하고 논리적인 이상적인 상태의 언어를 추구하는 것을 비판했다. 이러한 철학은 옥스퍼드학파라고도 불리는 일상언어학파가 잇게 된다.

## 저서

### 시기별 주요 저서
- 1889-1921 : 《논리 철학 논고》(독일어: Logisch-Philosophische Abhandlung, Annalen der Naturphilosophie, 14 ,1921년), 《쪽지》
- 1922-1933 : 〈철학에 대한 견해〉(독일어: Philosophische Bemerkungen), 러쉬 리즈(Rush Rhees) 편집,1964년)
- 1933-1935 : 《청색 책, 갈색 책》(영어: The Blue and Brown Books, 1958년), 케임브리지 재학시절인 1933년 - 1935년 사이에 영어로 쓰인 노트를 사후에 정리
- 1936-1949 : 《철학적 탐구》(독일어: Philosophische Untersuchungen, 1953년)
- 1949-1951 : 〈확실성에 관하여〉(영어: On Certainty) - 행동이론에 영향을 받은 철학적 단상들

### 기타
- 〈수학의 기초에 관한 강의〉(독일어: Bemerkungen über die Grundlagen der Mathematik, G.H. von Wright, R. Rhees, and G.E.M. Anscombe 등이 사후에 편집, 1956년) - 1937년 - 1944년 사이의 논리와 수학에 대한 철학 작업 모음
- 〈심리학의 철학에 대한 견해〉(독일어: Bemerkungen über die Philosophie der Psychologie, G.E.M. Anscombe and G.H. von Wright 등이 사후에 편집, 1980년)
- 〈색상에 대한 견해〉(독일어: Bemerkungen über die Farben, G.E.M. Anscombe 이 사후에 편집,1977년)
- 〈문화와 가치〉(영어: Culture and Value, 음악, 종교 등 다양한 문화적 사안에 대한 개인적 견해 모음집
- 《비트겐슈타인 선집(7권)》, 이영철 역, 책세상, 2006년, ISBN 89-7013-556-1
  - 제1권 논리-철학 논고 / 제2권 소품집 / 제3권 청색 책ㆍ갈색 책 / 제4권 철학적 탐구 / 제5권 쪽지 / 제6권 확실성에 관하여 / 제7권 문화와 가치
- 《철학적 탐구》, 이승종 옮김, 아카넷, 2016년, ISBN 978-89-5733-489-8

## 참고 문헌
- 비트겐슈타인 『논리철학논고』 / 박정일 pdf
- 비트겐슈타인 『철학적 탐구』 / 신상규 pdf
- 데이비드 에드먼즈, 김태환 역, 비트겐슈타인은 왜, 웅진닷컴, 2001년, ISBN 89-01-03521-9
- 남경희, 비트겐슈타인과 현대 철학의 언어적 전회, 이화여자대학교출판부, 2005년, ISBN 89-7300-659-2
- 윤용아, 존재의 철학자 하이데거 VS 의미의 철학자 비트겐슈타인, 숨비소리, 2007년, ISBN 89-90431-72-7
- 레이 몽크, 김병화 역, HOW TO READ 비트겐슈타인, 웅진지식하우스, 2007년, ISBN 89-01-06587-8
- 레이 몽크, 남기창 역, 비트겐슈타인 평전: 천재의 의무, 필로소픽, 2012년, ISBN 978-89-980450-9-8
- 윌리엄 워런 바틀리 3세, 이윤 역, 비트겐슈타인 침묵의 시절, 필로소픽, 2014년, ISBN 978-89-980453-8-8

## 주해
1. ↑  영어: The meaning of words is best understood as their use within a given language-game.
2. ↑  독일어의 Herr는 영어의 Mr.와 유사한 의미를 담고 있는 존칭이다.
3. ↑  게오르크 트라클은 신경쇠약으로 마약에 의존하였다. 권총 자살을 시도하였으나 실패하자 약물 과다 복용으로 자살하였다. - 조두환, 게오르크 트라클, 건국대학교출판부, 1996년, ISBN 89-7107-127-3, 19쪽
4. ↑  여기서 단어의 '뜻'이란 기표로서 나타나는 단어와 연결된 어의(inherent connection between the word and what it signifies)를 말한다.
5. ↑  여기서 '사용'은 언어에서 단어가 사용되는 방법(the way a word in languages)을 말한다.
6. ↑  가족끼리 서로 비슷한 것처럼

## 같이 보기
- 쇼펜하우어
- 프레게
- 버트런드 러셀
- 칼 포퍼
- 브람스
- 슈트라우스
- 구스타브 말러